# Lycodon alcalai
Espèce
Statut de conservation UICN

 LC  : Préoccupation mineure
Lycodon alcalai est une espèce de serpents de la famille des Colubridae.

## Répartition
Cette espèce est endémique de l'île de Batan dans le nord des Philippines.

## Publication originale
- Ota & Ross, 1994 : Four new species of Lycodon (Serpentes: Colubridae) from the northern Philippines. Copeia, vol. 1994, n. 1, p. 159-174 (introduction).